# 樹生ナト
樹生 ナト（きお なと）は、日本の漫画家。神奈川県大和市在住。女性。

## 経歴
デビュー作品は、大塚英志原作の都市伝説を題材にした『とでんか』の作画。
オリジナル作品デビューは異能の精神科医を主人公にしたサイコサスペンス『マインド・アビス 沖名皐月のカルテ』。
そのほか、書き下ろしシリーズ掲載を中心に活動中。
ホラーは大の苦手だが、噂の怪談シリーズに不定期掲載中である。
ゲームブックの収集を趣味としており、自身もマンガ形式のゲームブックを作成し同人誌として発表している。
既婚者。育児マンガをBlog、twitter等で不定期掲載。

## 主な作品

### 連載
- マインドアビス－精神科医沖名皐月のカルテ－（コミックバンチweb、連載）単行本1巻～
- とでんか（コミック怪2007年春季 - 2013冬季号掲載）単行本全7巻
- とでんか少年探偵団（ヤングエース2011年9月号 - 2012年1月号）単行本全1巻
- ぼくとぬえちゃんの百一鬼夜行（少年エース2004年夏季 - 冬季号掲載）単行本全3巻
- アカツキ論文（恐怖ファイルDX）不定期連載
- 粧(kewai)～天七捕物控～（コミック乱ツインズ）不定期連載
- うわさの怪談（うわさの怪談）不定期連載
- 恐怖の事件簿（恐怖の事件簿まとめ、不定期連載）

### 読切
- 忍人姫蛾（電撃帝王掲載）
- Mertymaleメルティメイル（電撃ガオ掲載）
- マツリノ夜（コミック怪冬季号掲載）
- 十津川刑事シリーズ 小諸からの甘い殺意（十津川警部ミステリースペシャル(2)掲載）に収録
- 十津川刑事シリーズ 鬼怒川心中事件（十津川警部ミステリースペシャル(4)掲載）に収録
- 育児まんが 『マンガ 育児ことわざ』に収録

## 備考
「いくら」、「あおさ」と言う子供が二人いる様子